# Tiéolé-Oula
Tiéolé-Oula  est une localité de l'ouest de la Côte d'Ivoire et appartenant au département de Guiglo, Région du Moyen Cavally. La localité de Tiéolé-Oula est un chef-lieu de commune.
Le village se trouve sur l'autoroute A7, entre Zagné et Tabou.